# Jupiter: Intronizacja
Jupiter: Intronizacja (ang. Jupiter Ascending) – amerykańsko-brytyjski fantastycznonaukowy film akcji z 2015 roku wyreżyserowany przez Lanę i Lilly Wachowski. Wyprodukowany przez Warner Bros. Pictures. Główne role w filmach zagrali Channing Tatum i Mila Kunis.
Premiera filmu odbyła się 27 stycznia 2015 roku podczas Festiwalu Filmowego w Sundance w Mary G. Steiner Egyptian Theatre w Park City. Tydzień po premierze film pojawił się 4 lutego 2015 roku we Francji i 6 lutego w Ameryce Północnej oraz Polsce.

## Opis fabuły
Akcja filmu rozgrywa się współcześnie. Ludzkość jest nieświadoma, że życie zostało kiedyś przeniesione na Ziemię przez humanoidalną rasę kosmitów. Kiedy na świat przychodzi Jupiter Jones, wszystkie znaki wskazują, że czeka ją niezwykły los. Wiele lat później dorosła Jupiter (Mila Kunis) ciągle wikła się w nieudane związki. Zarabia na życie jako sprzątaczka w domach bogaczy, ale wciąż odczuwa niewytłumaczalną tęsknotę za gwiazdami. Pewnego dnia na Ziemię przybywa Caine Wise (Channing Tatum) – genetycznie zmodyfikowany wojownik, w którego organizmie jest ludzkie i wilcze DNA. Mężczyzna ma za zadanie odszukać Jupiter. Okazuje się, że dziewczyna należy do starożytnego, królewskiego rodu Abrasax i jej przeznaczeniem jest rządzić Imperium wytwarzającym nektar, który przedłuża życie. Tymczasem złe zamiary wobec pretendentki do kosmicznego tronu ma pierwszy spadkobierca rodu Balem Abrasax (Eddie Redmayne), dla którego Ziemia ma być największym ze źródeł dochodu.

## Produkcja
Zdjęcia do filmu kręcono w Chicago, Plainfield w stanie Illinois w Stanach Zjednoczonych, Londynie, Leavesden, Dartford, Ely i Elveden w Wielkiej Brytanii oraz Bilbao w Hiszpanii.

## Obsada
- Mila Kunis – Jupiter Jones
- Channing Tatum – Caine Wise
- Sean Bean – Stinger Apini
- Eddie Redmayne – Balem Abrasax
- Douglas Booth – Titus Abrasax
- Tuppence Middleton – Kalique Abrasax
- Nikki Amuka-Bird – Diomika Tsing
- Christina Cole – Gemma Chatterjee
- Nicholas A. Newman – Nesh
- Ramon Tikaram – Phylo Percadium
- Ariyon Bakare – Greeghan
- Maria Doyle Kennedy – Aleksa

źródło:

## Odbiór
Film otrzymał ogólnie negatywne recenzje od krytyków. Serwis Rotten Tomatoes przyznał za film ocenę 22% ze 136 osób opinię i średnią 4,0/10, natomiast Metacritic 41 ze 100 punktów.